# Ivan Pauletta
Ivan Pauletta, all'anagrafe Ivan Corrado Pauletta (Capo Promontore, 22 dicembre 1936 – Pola, 18 marzo 2017), è stato un politico e scrittore croato, della locale minoranza italiana.

## Biografia
È stato tra i fondatori e primo presidente del partito politico Dieta Democratica Istriana. Nativo di Capo Promontore,  per un certo periodo ha vissuto a Ventimiglia, al confine tra Italia e Francia, dove suo padre lavorava presso la dogana italiana.

## Educazione e formazione
Si è laureato nel 1964 a Zagabria in Ingegneria Meccanica. Negli anni successivi ha prodotto pubblicazioni scientifiche in quel campo, e ha lavorato come docente occasionale presso la Facoltà di Ingegneria Meccanica a Zenica. Nella sua carriera lavorativa ha poi spaziato da artigiano ad operaio, da direttore di una fabbrica di Pola che riforniva produttori di souvenir a Međugorje, a uomo politico e membro del Parlamento croato.

## Politica
Nel 1982 diventa un membro del Consiglio congiunto del Parlamento della CRS. Continua a trattare di politica su un giornale locale di Fiume, con cui inizia a collaborare nel 1988. Nel 1991 è tra i fondatori della DDI/IDS, la Dieta Democratica Istriana, con un programma incentrato sull'autonomia dell'Istria e sulla tutela del bilinguismo e multiculturalismo della regione.  Nello stesso anno si recò in Italia, dove lavorò come operaio, per rientrare nel 1993 in Croazia dove entrerà a far parte del Parlamento croato. Nel 1997 si ritirò dalla politica.
Egli è conosciuto anche per il progetto "Terra d'Istria", o "Histria Terra", che rivendica una ancora più ampia autonomia dell'Istria dal governo centrale di Zagabria. Ma il progetto non fu mai realizzato, ed è stato anzi motivo di aspre critiche a Pauletta, accusato di essere un irredentista vicino ad ambienti di estrema destra italiani.

## Opere letterarie
Alla fine del 1999 ha pubblicato il suo libro Histria collage. Poi nel 2005 il secondo libro Il fuggitivo. Con un gruppo di autori nel 2007 ha pubblicato una monografia Promontore. Il suo ultimo libro è intitolato Storie d'Istria, uscito nel 2010.